# Ilda Aurora Pinheiro de Moura Machado
Ilda Aurora Pinheiro de Moura Machado fue la primera mujer meteoróloga de Portugal.

## Biografía
Ilda Aurora Pinheiro de Moura Machado nació en Oporto, Portugal, el 30 de diciembre de 1918. Sus padres eran ambos maestros de escuela primaria. Después de asistir a la escuela de sus padres, se trasladó al Instituto Carolina Michaelis, en Oporto, que en ese momento era exclusivamente femenino. También asistió al Conservatorio Superior de Música de Oporto, donde completó los cursos de canto, piano y composición. Tras finalizar la escuela secundaria, donde recibió un premio por ser la mejor estudiante, se matriculó en la Universidad de Oporto, donde estudió matemáticas durante tres años. Luego se trasladó a la Universidad de Coímbra, donde se graduó en Matemáticas e Ingeniería Geográfica, así como en Ciencias Pedagógicas. Tras completar sus estudios de música, obtuvo una beca para estudiar canto en Italia, pero no pudo aprovecharla debido a la Segunda Guerra Mundial.

## Trayectoria laboral
Machado se casó en 1939. Le resultó difícil conseguir un trabajo. En algunos casos, ello se debía a la discriminación contra la mujer; en otros, el potencial empleador consideraba que estaba sobrecualificada. Finalmente encontró trabajo como profesora en Oporto. Tras unirse a la Unión Portuguesa de Ingenieros Geográficos, le solicitaron que encabezara un equipo en Lisboa que se encargaba de estudiar los pueblos y ciudades portugueses para hacer mapas. Todas las demás personas que trabajaban en el proyecto eran hombres. Lamentablemente, debido a la guerra, la empresa cerró.

## Meteorología
Más adelante logró obtener unas prácticas para meteorólogos en la Facultad de Ciencias de la Universidad de Lisboa, iniciando así su carrera profesional. Fue la única mujer meteoróloga en Portugal durante los siguientes 17 años. En 1946, cuando se creó el Servicio Meteorológico Nacional de Portugal, se estableció su sede en la ciudad de Oporto, donde permaneció hasta 1951. Luego, de regreso a Lisboa, continuó su carrera profesional, convirtiéndose, en enero de 1983, en Jefa de la División de Meteorología Marina del Instituto Português do Mar e da Atmosfera (IPMA). Continuando con su faceta de cantante, fue una de las fundadoras del Grupo Coral en el IPMA, O Tempo Canta (El clima canta). Murió en Lisboa el 11 de mayo de 2000.